# Liste der Monuments historiques in Jaux
Die Liste der Monuments historiques in Jaux führt die Monuments historiques in der französischen Gemeinde Jaux auf.

## Liste der Bauwerke
| Bezeichnung      | Beschreibung | Standort | Kennzeichnung | Schutzstatus | Datum | Bild           |
| ---------------- | ------------ | -------- | ------------- | ------------ | ----- | -------------- |
| Kirche St-Pierre |              | (Lage)   | PA00114720    | Classé       | 1921  | weitere Bilder |

## Liste der Objekte
| Bezeichnung                           | Beschreibung                       | Standort                       | Kennzeichnung | Schutzstatus | Datum | Bild           |
| ------------------------------------- | ---------------------------------- | ------------------------------ | ------------- | ------------ | ----- | -------------- |
| Vier Bleiglasfenster (Nr. 1, 2, 4, 5) | Zweite Hälfte des 16. Jahrhunderts | in der Kirche St-Pierre (Lage) | PM60000935    | Classé       | 1913  | weitere Bilder |
| Triumphbalken                         | Eichenholz, 16./17. Jahrhundert    | in der Kirche St-Pierre (Lage) | PM60000936    | Classé       | 1913  | weitere Bilder |
| Glocke                                | Bronze, 1753 gegossen              | in der Kirche St-Pierre (Lage) | PM60000937    | Classé       | 1913  |                |